# 4412 Chephren
4412 Chephren је астероид главног астероидног појаса чија средња удаљеност од Сунца износи 3,129 астрономских јединица (АЈ).
Апсолутна магнитуда астероида је 12,6.